# The Division Bell
The Division Bell četrnaesti je studijski album britanskog psihodeličnog sastava Pink Floyd objavljen 1994. godine. Album je drugi po redu bez Rogera Watersa. The Division Bell se poslije objavljivanja penje na vrh top ljestvica kako u UK tako i u SAD-u. Pjesme s albuma "Keep Talking", "Take It Back", "High Hopes", "Lost for Words" i "What Do You Want from Me?" izdaju se i kao singlovi.
Do posljednjeg trenutka bilo je nesigurno kako će se album zvati ali David Gilmourov prijatelj pisac djela Vodič kroz Galaksiju za autostopere, Douglas Adams dolazi s prijedlogom The Division Bell, jer mu se dopao jedan stih iz pjesme "High Hopes" koja sadrži "..the divison bell.". "Divison Bell" je sat koji odzvanja prije glasovanja u britanskom parlamentu.

## Popis pjesama
| 1.    | »Cluster One« (instrumental) |                                    | Richard Wright, David Gilmour | 5:56 |
| 2.    | »What Do You Want from Me«   | Gilmour, Polly Samson              | Gilmour, Wright               | 4:21 |
| 3.    | »Poles Apart«                | Gilmour, Samson, Nick Laird-Clowes | Gilmour                       | 7:03 |
| 4.    | »Marooned« (instrumental)    |                                    | Wright, Gilmour               | 5:29 |
| 5.    | »A Great Day for Freedom«    | Gilmour, Samson                    | Gilmour                       | 4:17 |
| 6.    | »Wearing the Inside Out«     | Anthony Moore                      | Wright                        | 6:49 |
| 7.    | »Take It Back«               | Gilmour, Samson, Laird-Clowes      | Gilmour, Bob Ezrin            | 6:12 |
| 8.    | »Coming Back to Life«        | Gilmour                            | Gilmour                       | 6:19 |
| 9.    | »Keep Talking«               | Gilmour, Samson                    | Gilmour, Wright               | 6:10 |
| 10.   | »Lost for Words«             | Gilmour, Samson                    | Gilmour                       | 5:13 |
| 11.   | »High Hopes«                 | Gilmour, Samson                    | Gilmour                       | 8:34 |
| 66:23 |                              |                                    |                               |      |